# Emmanuel Crenn
Emmanuel Crenn (Guipavas, 30 luglio 1932 – Plougastel-Daoulas, 18 novembre 2020) è stato un ciclista su strada francese.

## Carriera
Professionista dal 1956 al 1962, ha vinto la Bretagne Classic Ouest-France nel 1959.

## Palmarès

### Strada
- 1955

2a tappa Route de France
- 1959

Bretagne Classic Ouest-France